# كوبونس

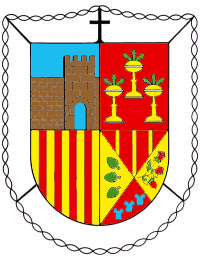
شعار كوبونس

بلدية كوبونس (بالكاتالانية: Copons) هي إحدى بلديات مقاطعة برشلونة، والتي تقع في منطقة كاتالونيا، شرق إسبانيا.
يبلغ عدد سكانها 307 نسمة وفقاً لإحصائية سنة (2007).